# Domenico Egidio Rossi
Domenico Egidio Rossi (Fano, 1º settembre 1659 – Fano, 19 febbraio 1715) è stato un architetto italiano.

## Biografia
Nato a Fano sulla costa adriatica delle Marche, figlio di Giuseppe originario di Arzo, svolse il suo apprendistato come architetto e pittore a Bologna e poi si trasferì a Vienna, dove lavorò per i principi di Liechtenstein. Passò poi a Praga, dove lavorò per diverse grandi famiglie nobili; dal 1692 al 1695 prestò la sua opera al conte Giacomo Ermanno Czernin. Dalla città boema dovette però fuggire verso Vienna, dopo che aveva minacciato uno stuccatore con una spada ed era stato spiccato un mandato di arresto nei suoi confronti. Nella capitale austriaca si rimise al servizio della Casa di Liechtenstein.
Dal 1697 venne assunto dal margravio Luigi Guglielmo di Baden, di cui divenne architetto-capo a Rastatt. I progetti e l'opera di Rossi furono determinanti nel rinnovamento della sistemazione urbana di Rastatt, città cui lasciò una delle sue opere più importanti: il castello; Rossi fu anche attivo presso la corte del margravio a Durlach, fin quando non tornò in Italia nel 1708, a Parma, dove si mise al servizio del duca Francesco Farnese.

Panorama dal cortile del castello di Rastatt